# 金村詩恩
金村 詩恩（かねむら しおん、1991年〈平成3年〉11月 - ）は、日本のブロガー、作家、書評家。

## 来歴
埼玉県に3人兄妹の長男として生まれる。在日韓国人3世であった。小学校1年生の時、「警察官になる夢」のために家族で帰化した。
高校時代は「自分の正体がばれてはいけない」と思って生活していたが、大学2年生の時に文化人類学の授業で「自分のことを話すことの大切さ」を知ったことが、のちのブログ活動に繋がる。大学4年生の時に1年間、釜山に留学していた。
大学卒業後、原一男監督のドキュメンタリー映画に興味を持っていたことから、都内の韓国系映像制作会社に勤める。
大学在籍時や日本の路上での在日差別・ヘイトスピーチデモに接したことを契機に、2016年10月11日、ブログ活動を始める。2017年1月、当時問題となっていた韓国へのヘイトサイト運営者のインタビュー記事への反論として書いた「拝啓 デマサイト管理していた人へ」というブログ記事が注目された。これをきっかけに、出版社「ぶなのもり」に声をかけられる。会社退職後の2017年12月、ブログ記事をまとめた『私のエッジから観ている風景』が出版された。
現在は在日本大韓民国青年会の運営する「あんにょんブログ」や現代ビジネス、SAITAMAネットワークで執筆活動をしている。

## 人物
- 本人曰く、"日本国籍の在日コリアン3世"[17]。クリスチャンである[18]。 趣味はサッカー観戦。好物はチャンジャ[19]。韓国以外の海外ルーツやトランスジェンダーに興味を持つ[19]。族譜では、金首露王を始祖とする金海金氏[20]。父方の祖父母は、済州島出身[21]。
- 母方の祖父は忠清南道出身。小作農の実家を手伝っていたが、韓国の家長制度への反発や、貧困に耐えかねて1人で関西に移住し、のちに関東に引っ越す。そこでヤミ酒を作り、色々な人に売り、その金で商売を始めた。ある日、「帰化してその街の議員として、選挙に立候補させる」目的のため自民党の国会議員が訪れたが文盲であることを理由に断る。のちに病気になり、全財産を失うと、周りの人は逃げていき、後妻の祖母と母のみが支えていた。その時、初めて祖母から文字を教わり、晩年には自分の名前が書けるようになった[22]。

## 親族
母方の祖母はソウル出身。日本統治時代に神社参拝拒否運動を行ない、憲兵に捕まりかけた。韓国で小学校の国語教師をしていたが、娘（金村にとっては母）を育てるため日本に移住した。2011年3月1日、大腸がんにより死去。

## 著書
- 私のエッジから観ている風景: 日本籍で、在日コリアンで（2017年12月19日、ぶなのもり ） ISBN 4907873034
- 「在日」三つの体験 -三世のエッジ、在米コリアン、稀有な個人史- (日韓記者・市民セミナー ブックレット6)（金真須美、尹信雄、裵哲恩との共著）（2021年12月8日、 社会評論社）ISBN 4784511563

## 出演

### テレビ放送
- ひとモノガタリ（NHK、2019年8月12日）[27]

### ネット放送
- AbemaPrime（AbemaTV、2019年8月9日）[23]